# Roh Sang-rae
Roh Sang-rae o Noh Sang-rae (en hangul, 노상래; en hanja, 盧 相來; nacido el 15 de diciembre de 1970 en Jeonju, Jeolla del Norte) es un exfutbolista y actual entrenador surcoreano. Jugaba de delantero y su último club fue el Daegu F.C. de Corea del Sur. Actualmente es agente de Jeonnam Dragons de la K League 1 de Corea del Sur.
Roh desarrolló la mayor parte de su carrera en Chunnam Dragons. Además, fue internacional absoluto por la Selección de fútbol de Corea del Sur y disputó la Copa Asiática 1996 y las eliminatorias para la Copa Mundial de la FIFA 1998.

## Carrera

### Clubes
En 1995, su primera temporada, Roh irrumpió en la escena del fútbol profesional con los Chunnam Dragons. Logró una triple corona, en la que fue galardonado con el Premio al Novato del Año de la K League, fue el máximo goleador nacional y apareció en un All-star match MVP. También fue el máximo goleador de la Korean FA Cup 1997. En 1999, fue el MVP de la Recopa de Asia.
Después de ocho temporadas con los Dragons, se trasladó en 2003 al flamante club Daegu FC para su temporada inaugural en la K-League. Roh jugaría dos temporadas para Daegu (27 partidos en total), antes de retirarse después de un limitado número de apariciones en la temporada 2004.
Es el quinto miembro del 40-40 Club desde el 27 de abril de 2003. Su récord fue de 72 goles y 40 asistencias cuando logró este récord en un partido contra Busan I'Park. Su récord total es de 246 encuentros, 76 goles y 40 asistencias.

### Selección nacional
Roh ha jugado con la selección nacional en varias ocasiones entre 1995 y 1997, donde totalizó 25 partidos internacionales. Aunque participó en varios de los partidos de eliminatorias para la Copa Mundial de la FIFA 1998, no llegó a formar parte de la plantilla final en dicho torneo.

## Trayectoria

### Clubes como futbolista
| Club                            | País          | Año         |
| ------------------------------- | ------------- | ----------- |
| H & C Bank FC (semiprofesional) | Corea del Sur | 1993 - 1994 |
| Chunnam Dragons                 | Corea del Sur | 1995 - 2002 |
| Daegu F.C.                      | Corea del Sur | 2003 - 2004 |

### Selección nacional como futbolista
| Selección | País          | Año         |
| --------- | ------------- | ----------- |
| Absoluta  | Corea del Sur | 1995 - 1997 |

### Clubes como entrenador
| Club                                    | País          | Año             |
| --------------------------------------- | ------------- | --------------- |
| Kim Hee-tae Football Center (asistente) | Corea del Sur | 2005 - 2006     |
| Universidad de Ajou (asistente)         | Corea del Sur | 2007            |
| Chunnam Dragons (asistente)             | Corea del Sur | 2008 - 2011     |
| Gangwon F.C. (asistente)                | Corea del Sur | 2012            |
| Chunnam Dragons (asistente)             | Corea del Sur | 2012 - 2014     |
| Jeonnam Dragons                         | Corea del Sur | 2015 - 2016     |
| Jeonnam Dragons (asistente)             | Corea del Sur | 2016            |
| Jeonnam Dragons                         | Corea del Sur | 2017            |
| Busan IPark                             | Corea del Sur | 2019 - 2020     |
| Jeonnam Dragons (agente)                | Corea del Sur | 2020 - Presente |

## Estadísticas

#### Selección nacional
Fuente:
| Selección de Corea del Sur | Selección de Corea del Sur | Selección de Corea del Sur |
| Año                        | Part.                      | Goles                      |
| -------------------------- | -------------------------- | -------------------------- |
| 1995                       | 4                          | 1                          |
| 1996                       | 13                         | 4                          |
| 1997                       | 8                          | 1                          |
| Total                      | 25                         | 6                          |

##### Goles internacionales
| No | Fecha                   | Sede                        | Oponente  | Gol   | Resultado | Competición                                          |
| -- | ----------------------- | --------------------------- | --------- | ----- | --------- | ---------------------------------------------------- |
| 1. | 10 de junio de 1995     | Seúl, Corea del Sur         | Zambia    | 1 gol | 2-3       | Copa de Corea 1995                                   |
| 2. | 23 de marzo de 1996     | Dubái, EAU                  | Marruecos | 1 gol | 2-2       | Torneo de Dubái 1996                                 |
| 3. | 25 de marzo de 1996     | Dubái, EAU                  | Egipto    | 1 gol | 2-2       | Torneo de Dubái 1996                                 |
| 4. | 11 de agosto de 1996    | Ciudad Ho Chi Minh, Vietnam | Vietnam   | 1 gol | 4-0       | Eliminatorias para la Copa Asiática 1996             |
| 5. | 26 de noviembre de 1996 | Cantón, China               | China     | 1 gol | 3-2       | Partido Anual Corea-China                            |
| 6. | 2 de marzo de 1997      | Bangkok, Tailandia          | Tailandia | 1 gol | 3-1       | Eliminatorias para la Copa Mundial de Fútbol de 1998 |

##### Participaciones en fases finales
| Torneo             | Sede                   | Resultado        | Partidos | Goles |
| ------------------ | ---------------------- | ---------------- | -------- | ----- |
| Copa Asiática 1996 | Emiratos Árabes Unidos | Cuartos de final | 2        | 0     |